# Mambando
Mambando ou Mabando est un village de la région du Centre du Cameroun, situé dans la commune de Makak. 

## Population et développement
En 1962, la population de Mambando était de 275 habitants. La population de Mambando était de 583 habitants dont 283 hommes et 300 femmes, lors du recensement de 2005.     